# 史鲁泽
史鲁泽（1957年3月—），安徽滁州人。中国人民解放军少将军衔。

## 生平
毕业于解放军军事教育学院，后留校任职。1997年，任解放军军事科学院研究生部主任。2003年12月，任北京军区司令部军训和兵种部部长。2011年5月，任河北省军区司令员。2011年，任中共河北省委常委、省军区司令员。2014年12月，任北京军区参谋长。2016年1月，任新成立的中国人民解放军中部战区副司令员兼陆军司令员。2017年1月，转任军事科学院副院长。当年，史鲁泽落马。